# Upernavik Kujalleq
Upernavik Kujalleq (dun. Søndre Upernavik) – osada w zachodniej części Grenlandii, w gminie Avannaata. Leży na wyspie Qeqertaq. W Upernavik Kujalleq znajduje się heliport będący środkiem komunikacji z innymi miejscowościami na Grenlandii.
Liczba mieszkańców w 2011 roku wynosiła 210 osób.